# 이그나스 조셉 플레엘

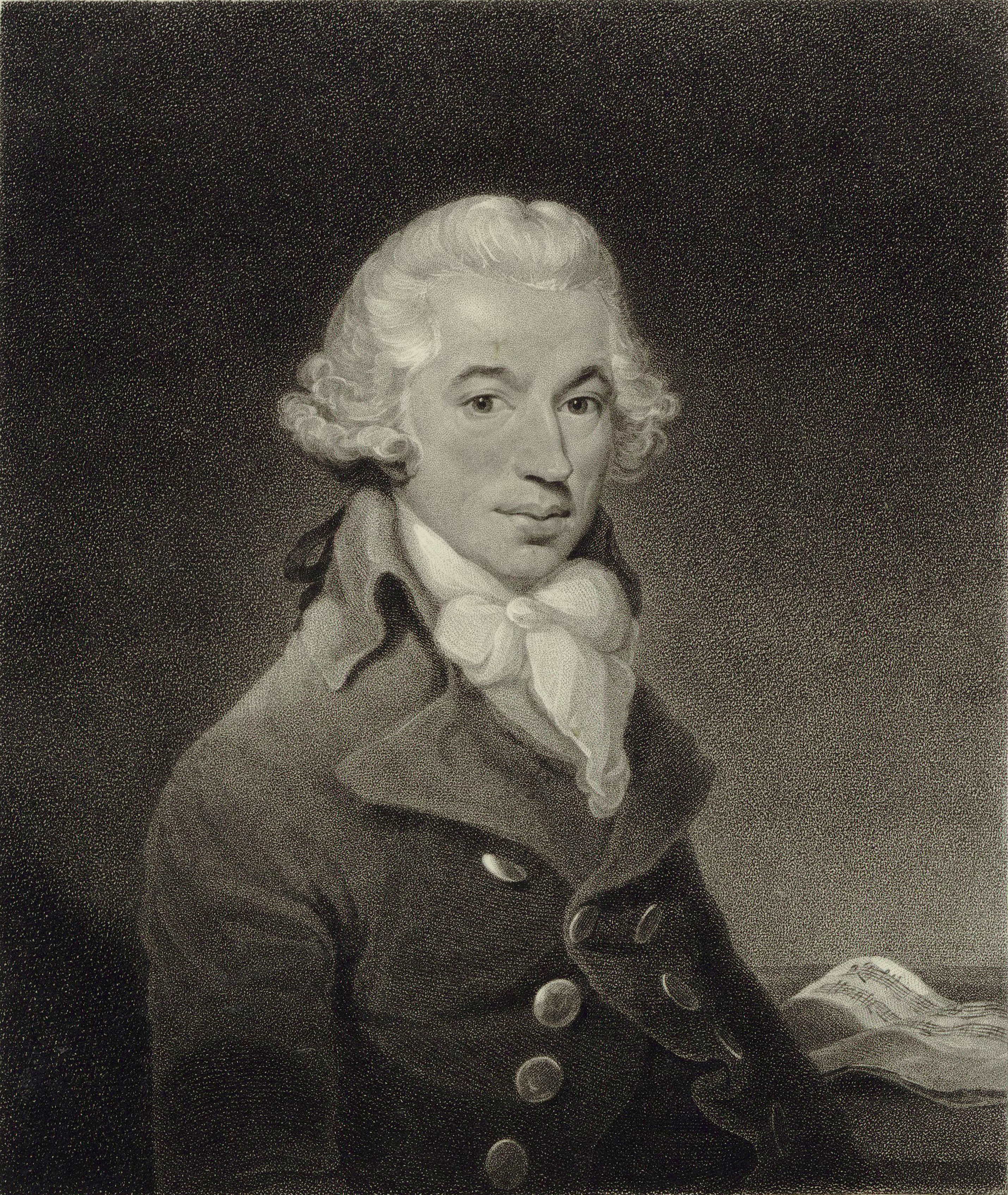

이그나스 조셉 플레엘(프랑스어 : [plɛjɛl], 독일어 : [plaɪl̩], 1757년 6월 18일 – 1831년 11월 14일)은 오스트리아 태생의 프랑스 작곡가이자 고전 시대의 피아노 제작자였다.

##### 일생
그는 오스트리아의 Ruppersthal에서 마틴 플레일이라는 학교 교장의 아들로 태어났다. 그는 1772년에 그를 뛰어난 학생으로 여겼던 조셉 하이든의 제자가 되었다. 플레엘은 1783년 프랑스 스트라스부르로 이주하여 스트라스부르 대성당의 카펠마이스터 인 프란츠 자버 리히터와 함께 일했다. 1789년 리히터가 사망한 후 플레엘은 카펠마이스터를 맡았다. 1788년 플레엘은 결혼했다. 프랑수 - 가브리엘 르페브르는 4명의 자녀를 두었으며, 장남은 아들 카밀이다. 플레엘은 1795년 파리로 이주했다. 1797년에 그는 음악 출판사("메종 플레 엘")로 사업을 시작했다. 이 출판 사업은 39년 동안 지속되었으며 약 4,000개의 작품을 출판했다. 출판 작품에는 하이든의 현악 사중주 전집 (1801) 기타, 아돌프 아담, 루이지 보케리니, 루드비히 판 베토벤, 무치오 클레멘티, 요한 침례 크레이머, 요한 라디 슬라 Dussek, 요한 네포무크 훔멜, 볼프강 아마데우스 모차르트가 포함되어 있다. 플레엘은 최소 42개의 교향곡, 70 현악 사중주 4 중주 및 여러 오페라를 작곡했으며 피아노 독주, 실내악 및 프리메이슨 의식용 음악을 작곡했다. 플레엘은 1831년에 사망하여 파리의 페르 라셰 즈 공동 묘지에 묻혔다.

##### 플레옐 피아노
피아노 회사 Pleyel et Cie는 이그나스 플레엘에 의해 설립되었으며 플레옐의 아들 카밀 (1788-1855)에 의해 계속되었다.
이 회사는 프레데리크 쇼팽이 사용하는 피아노를 제공했으며, 그는 플레옐 피아노를 "non plus ultra" 로 간주했다.
1830년제 플레옐 피아노 모델은 재구성 되어 현재 바르샤바의 쇼팽 연구소 컬렉션에 있으며, 이 악기는 2018년 제 1회 마침표 악기 국제 콩쿠르에 사용되었다.